# Seleli
Seleli è una circoscrizione rurale (rural ward) della Tanzania situata nel distretto di Kaliua, regione di Tabora. Conta una popolazione di 13 647 abitanti (censimento 2012).